# Lidt Endnu
|  | Denne artikel er oprettet af botten Steenthbot ud fra en ekstern database. Den kan derfor have sproglige fejl eller mangler. Denne skabelon kan fjernes efter kontrol af indholdet. |

Lidt Endnu er en dansk børnefilm fra 2015 instrueret af Cathrine Dramdal Hasholt.

## Handling
Maiken og Kasper vender hjem til deres barndomshjem for at hjælpe deres far Erik med at flytte. Men stemning mellem far og søn er anspændt efter morens død, og storesøster Maiken prøver desperat at rede trådene ud mellem de to mænd. Tingene bliver ikke nemmere af, at Erik gemmer på en stor hemmelighed, som ikke hjælper på problemerne.

## Medvirkende
- Anna Sampson, Maiken
- Frederik Carlsen, Kasper
- Kim Westi, Erik